# 壁の中の秘事
壁の中の秘事（かべのなかのひめごと）は、若松孝二が監督した1965年の日本映画。第15回ベルリン国際映画祭に出品され、スキャンダルとなった。

## 作品データ
- 監督：若松孝二
- 助監督：近藤亮一
- 脚本：大谷義明（曽根中生、吉沢京夫）
- 撮影：伊藤英男
- 音楽：西山登
- 照明：森久保雪一
- 出演：可能かづ子、藤野博子、寺島幹夫、吉沢京夫、野上正義
- 製作：若松プロダクション
- 配給：ムービー配給社

8巻 2,190m 74分 モノクロ シネスコ

## あらすじ
ある団地に住む専業主婦ノブコは子供がおらず、夫の目を盗んで、被爆者の男ナガイと逢瀬を重ねていた。ケロイドの残るナガイは、原爆症の治療薬を注射している。学生時代のナガイは平和闘争をしており、スターリンの肖像を置いた部屋でノブコと愛し合っていた。ノブコは、放射能を浴びたナガイの子供は産めないと諦め、不妊手術までしていた。
団地の向かいの部屋に住んでいる浪人生マコトは、勉強に全く身が入らず、美容体操に夢中の姉に対し不満を募らせていた。夜ごと隣の部屋で性行為をしている父と母にもうんざりしていた。そんなマコトの愉しみは、団地に住む他の住人たちを望遠鏡で覗き見することであった。
ノブコの夫は、妻の不貞に気付かず、「壁の中に閉じ込められて、いつ崩れてしまうか分からないような不安」を訴える妻を相手にしない。平和運動をしている夫は、自分もやらせてほしいと頼む妻に対し、主婦は主婦らしくしていろと取り合わない。
ある時、ノブコはベランダに他人の下着が落ちていることに気付き、上の階に住む女のものだと分かると彼女へ届けに行く。女は、ノブコを部屋に招き入れようとするが断られ、再び下着を落としてノブコの部屋に行き、フランス製の下着について自慢話をする。
不倫関係を続けているノブコは、平和闘争をしていたナガイが、今ではベトナム戦争を株価の材料にしてビジネスをしていることに不満を抱く。かたや、マコトは鬱屈した毎日から逃避するため、自慰に耽って新聞紙に射精し、掲載されている政治家の写真を精液で汚したりしていた。
ある日、ノブコの上の階に住み下着を落としていた女が自殺する。一方、見知らぬ男がマコトのもとにやって来て、姉のハンドバッグを届ける。姉が男と寝ていたことを知ったマコトは、風呂から上がった姉を襲い、顔にタオルを巻き付けて激しく殴打する。
その後、マコトはノブコの部屋へ行き、ナガイと不倫している様子を見ていたと告げる。危険を感じたノブコは、警察に通報しようとするが阻まれ、咄嗟に包丁でマコトを切り付けるが、逆に押し倒される。マコトは一旦帰ろうとしたものの、手当てをしてくれたノブコに、日々抱える苦しみを打ち明ける。だが、そのうち怒りが込み上げて襲い掛かり、ついにノブコの腹を包丁で突き刺す。
かくして、この事件は新聞の片隅に載ることとなった。
※本作は、監督の意向により、冒頭の「若松プロダクション」と「ムービー配給社」の表記以外、作中にタイトル、スタッフ、キャストのクレジットは一切表示されない。
（のちにDIGレーベルから発売されたDVDには、タイトル、スタッフ、キャストを表示した「オープニング別バージョン」が特典映像として収録されている。）

## ベルリン国際映画祭での「国辱映画」事件
ベルリン国際映画祭主催では、第14回ベルリン国際映画祭での映画の質の低さが問題となり、選考基準が厳しくなった。それとともに、諮問委員会には、映画産業界からだけでなく、ドイツ政府代表、州政府役人、ボンから国会議員、ベルリン代議士、労働組合・ベルリン芸術アカデミーから選任された。また、映画祭第三セクションのフィルムマーケットでは、これまで各国代表機関の推薦作品のみで、日本では日本映画製作者連盟(映連）からの推薦作品のみだったが、映画祭側が却下できるようになった。
日本映連は第15回ベルリン国際映画祭のために山本薩夫『にっぽん泥棒物語』と増村保造『兵隊やくざ』を推薦するが予選落ちした。
ドイツ配給会社ハンザ・フィルムが、自社が買い付けた『壁の中の秘事』を推薦した。審議では、評論家フィードラーが「唾棄すべき人間を社会的な目で描くように見せかけた質の悪い作品」と酷評したが、パタラスや市議会選出のシェレンベルク夫人が推薦した。
ベルリンから『壁の中の秘事』の正式参加を通達された映連は驚愕し、これは映連の正式選出作品ではなく遺憾だと抗議した。映連会長の永田雅一は、東京の西ドイツ大使館に、日独文化交流の支障となる懸念があるので善処を要請し、映連は日本外務省にも働きかけ、上映されたら映連は今後映画祭への参加を取りやめると通告した。日本映画ペンクラブも、若松映画は「性的行動の描写をなす映画のみを上映する映画館」のために製作されたもので、この映画が日本代表と扱われることに甚だしく不満であり、ベルリン映画祭の歴史を傷つけ、日本とドイツの国民感情を考慮して上映されるべきではないと抗議した。
ベルリン国際映画祭はこうした日本映画界の抗議を無視して上映した。上映がはじまると、激しい口笛や罵声が飛び交い、上映後の記者会見では若松監督には通訳がつかず、反論もできないほどであった。ドイツの新聞各紙も非難をくりひろげ、アーベンドツァイトゥングは「こんな下品な駄作が上映されるような馬鹿げたことは二度とあってはならない」と報じ、モルゲンポストは「この映画はいんちき、芸術的には亜流」であると非難した。ディ・ヴェルト紙で映画評論家フリードリッヒ・ルフトは、この映画の監督は「頭脳薄弱」で、「無意味で不愉快」な映画で、この愚劣な映画へのヤジだけが救いだったと非難した。
外務省の都倉栄二は国際映画祭の主催者は国民感情を傷つけることのないように、またその国の間違ったイメージを普及させることのないように配慮すべしと声明を出し、毎日新聞の映画評論家で映画祭審査員でもあった草壁久四郎は、若松映画は「まったく救いようがない」三流以下の映画と非難した。また、作家の倉橋由美子は若松映画を「にせ芸術」と非難し、東宝専務の藤本真澄は、若松がベルリンで恥をかくのは自由だが、日本国が恥をかくのでは問題だと語った。他方、佐藤重臣、小川徹、有馬弘純は若松映画を擁護した。
なお、若松以外でもビルゴット・シェーマン、ロマン・ポランスキー（ただし銀熊賞受賞）、ボー・ヴィーデルベリなどもドイツのマスコミから非難された。金熊賞はゴダールの『アルファヴィル』だった。
ローランド・ドメーニクは、若松は日本国家の批判者として国家の恥部を描いたので、日本が国辱として受け取るのも無理もないことだったと述べる。

## 影響
ベルリンの文化大臣ヴェルナー・シュタインは、若松映画が上映されたことを遺憾とし、保守派の法律家で欧州人権委員会メンバーのアドルフ・シュスタヘン（en）は映画浄化運動(Aktion Saubere Leinwand)を推進した。
当時のドイツ映画検閲では、性交や強姦シーンは不道徳とされていたため、ドイツ語吹替版ではセックスシーンがカットされ、他の日本映画からのシーンが無断で挿入された。
このスキャンダル事件によって日本映画界から反感を買った若松は、大手映画製作会社から独立した若松プロダクションを設立した。
1966年に日本映画製作者連盟は、「壁の中の秘事」の出品に対する抗議として、第16回ベルリン国際映画祭をボイコットした。